# Tribunal de Contas do Estado de Mato Grosso
Tribunal de Contas do Estado de Mato Grosso é a instituição pública de controle externo responsável por zelar pelo patrimônio público e fiscalizar a aplicação dos recursos no estado de Mato Grosso. 

## História
O controle das contas públicas no Estado era realizado por uma Comissão Legislativa estadual, mas diante das dificuldades para o exercício da função, os parlamentares mato-grossenses convenceram-se da necessidade da criação do Tribunal de Contas. A Lei Constitucional nº. 02, de 31 de outubro de 1953, reformou a Constituição do Estado, extinguindo a Comissão Legislativa e criando o Tribunal de Contas do Estado de Mato Grosso (TCE-MT).
A instalação do TCE-MT ocorreu em Ato Solene no Palácio do Governo do Estado, em 02/01/1954, quando o Governador Fernando Corrêa da Costa nomeou e empossou os membros do TC, na época denominados Juízes de Contas. No dia seguinte, o Presidente Fundador, Juiz Rosário Congro, presidiu a Primeira Sessão Ordinária que elegeu e deu posse a 1ª Mesa Diretora da Instituição.